# PRL (zespół muzyczny)
PRL (skrót od terminu polski rock and roll) – polski zespół rockowy, działający w latach 90. XX wieku. Wykonywał energiczną muzykę, kojarzoną z gitarowym rockiem angielskim w stylu zespołów: The Who, The Kinks czy wczesnych Rolling Stones, opatrzoną ironicznymi tekstami.

## Historia
Został założony 22 lipca 1992 przez Rafała Kwaśniewskiego (byłego muzyka grup: Sstil, Dezerter, Kult i Elektryczne Gitary) po jego przeprowadzce z Warszawy do Krakowa. Zespół działał jako trio: Kwaśniewski jako gitarzysta, wokalista i autor tekstów oraz: basistka Ewa Langer (Eva Fiut) (ex – The Nos) i perkusista Maciej "Nitro" Kowalczyk.
Wiosną 1993 PRL brał udział w przeglądzie "Marlboro Rock In" dochodząc do półfinału. W sierpniu 1994 grupa wystąpiła na festiwalu w Jarocinie oraz wydała materiał na kasecie magnetofonowej pt. Polski Rokendrol. Na początku 1995 Kowalczyka zmienił Robert "Mały" Kasprzyk z De Press. Zespół zagrał na festiwalu w Opolu transmitowanym przez telewizję. W tym samym roku z gościnnym udziałem m.in. Dariusza "Franza Dreadhuntera" Adamczyka, Macieja Maleńczuka, Andrzeja "Biedrony" Biedrzyckiego, Piotra "Lali" Lewickiego i Jędrzeja "Kodyma" Kodymowskiego członkowie zespołu nagrali drugi album Zła wiadomość, który został wydany rok później. Niewiele później PRL zaprzestał działalności.
Rafał Kwaśniewski odsiadywał od 2010 7-letni wyrok w więzieniu (wynik odwieszenia kilku wcześniejszych kar) za posiadanie narkotyków, natomiast Ewa Langer występuje: jako muzyk z grupą Translola, jako aktorka w krakowskim Teatrze Eloe.

## Muzycy
- Rafał "Kwasek" Kwaśniewski – gitara, śpiew, muzyka, teksty (1992-1998)
- Ewa Langer (Eva Fiut) – gitara basowa, chórki (1992-1998)
- Maciej "Nitro" Kowalik – perkusja (1992-1995)
- Robert "Mały" Kasprzyk – perkusja (1995-1998)

## Dyskografia

### Albumy studyjne
- Polski Rokendrol (1994)
- Zła wiadomość (1996)

### Kompilacje różnych wykonawców
- Przybij Piątkę (1996) – utwór: "Marian"